# Rensuke Isogai
Rensuke Isogai ( 磯 谷 廉 介 , Isogai Rensuke , 3 de septiembre de 1886 - 6 de junio de 1967) fue general en el Ejército Imperial Japonés y gobernador de Hong Kong bajo la ocupación japonesa del 24 de diciembre de 1942 al 15 de agosto de 1945.

## Biografía
Originario de la Prefectura de Hyōgo , Isogai se graduó de la clase 16 de la Academia Imperial del Ejército Japonés en 1904. Los futuros generales Seishirō Itagaki y Kenji Doihara estaban entre sus compañeros de clase. Se graduó de la clase 27 del Army War College (Japón) y era conocido por su fascinación por todo lo chino.
De 1931 a 1937, ocupó varios puestos de personal dentro del Estado Mayor del Ejército Imperial Japonés ; Sin embargo, con el inicio de la segunda guerra sino-japonesa en 1937, Isogai se ofreció como voluntario para ser un agregado militar en China. El puesto era muy corto, ya que pronto fue asignado a un comando de combate como comandante en jefe de la 10.ª División IJA en China, participando en la Operación Ferroviaria Tianjin-Pukou y la Batalla de Taierzhuang .
En 1938, Isogai fue transferido a Manchukuo como Jefe de Estado Mayor del Ejército de Kwangtung poco antes del desastroso incidente de Nomonhan . Fue llamado a Japón y obligado a retirarse en 1939.
Con el comienzo de la Guerra del Pacífico, Isogai fue llamado al servicio activo en 1942. Fue nombrado gobernador general de Hong Kong ocupado por los japoneses el 20 de febrero de 1942 por recomendación del primer ministro Hideki Tōjō, su antiguo oficial superior mientras servía con El ejército de Kwangtung.
Durante el mandato de Isogai, Hong Kong fue sometido a la ley marcial . Basó su puesto de mando en el Hotel Peninsula en Kowloon . Aunque Isogai llegó después de los peores excesos cometidos por las tropas japonesas contra los civiles durante la conquista de Hong Kong, y las tropas de Isogai (en su mayor parte) fueron más disciplinadas que la mayoría de las fuerzas japonesas en China continental, los habitantes de Hong Kong sufrieron muchas privaciones debido a la escasez de alimentos. La creación y posterior inflación del yen militar japonés, una moneda sin reservas emitida por la administración del ejército imperial japonés, causó graves perturbaciones en la economía y empobreció a muchos residentes de Hong Kong. El transporte público y los servicios públicos fracasaron inevitablemente, debido a la escasez de combustible y los ataques aéreos estadounidenses mataron a miles, dejando a más personas sin hogar.
Si bien Isogai fue muy odiado por muchas generaciones mayores de personas de Hong Kong, se le atribuye a Isogai la introducción de un elemento importante de la vida de Hong Kong durante su mandato: las carreras de caballos los domingos. Las carreras de caballos dominicales son ahora una parte muy importante de la cultura de Hong Kong, en la que participan miles. Además, Isogai fue responsable de la adición de elementos de arquitectura japoneses en la fachada de la Casa de Gobierno de Hong Kong .
Isogai se retiró del cargo el 24 de diciembre de 1944 y regresó a Japón. Al final de la guerra, fue arrestado por las autoridades SCAP y extraditado a Nanjing , China , donde se enfrentó a un tribunal militar por crímenes de guerra cometidos durante la ocupación de Hong Kong junto a Hisao Tani. Fue sentenciado a cadena perpetua, pero liberado en 1952 y se le permitió regresar a Japón. Murió en 1967.